# Армавірський рубль
Армавірський рубль — сурогатні грошові знаки (паперові, а також металеві бони, токени), що випускалися на території кубанського міста Армавір в 1918—1920 роках.

## Металеві розмінні знаки

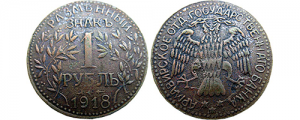
1 рубль 1918, Армавір (1-й випуск)

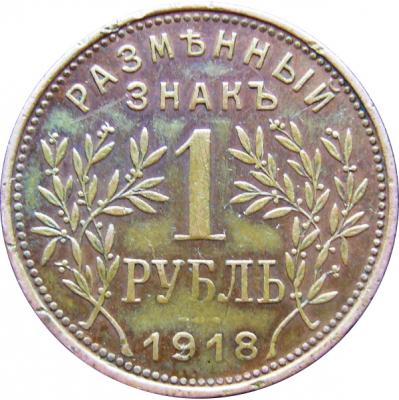
1 рубль 1918, Армавір (2-й випуск), лицьовий бік

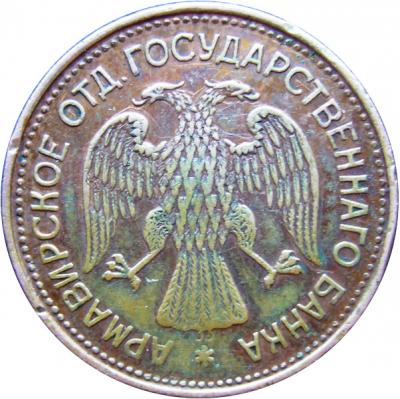
1 рубль 1918, Армавір (2-й випуск), зворотний бік

Випуск був обумовлений браком розмінної монети. Штампи для монет створив гравер чеського походження Йосип Задлер (австрійський військовополонений). Спочатку передбачалося випускати срібні монети, проте через брак срібла за матеріал була прийнята мідь.
Перший пробний випуск був литий (низької якості), згодом як штамп були використані прокатні валики.
Всього монет було викарбувано на суму 60 000 рублів (головним чином 3-рублеві монети).
Надалі планувалося випускати також срібні та золоті монети: срібні номіналом 10, 15 і 25 рублів, а золоті — 50 і 100 рублів. Цей намір не було реалізовано.
Чеканка була перервана 27-30 липня 1918 року (білі увійшли в місто, але були знову вибиті звідти), та припинена після того, як 18 вересня 1918 року Армавір перейшов під контроль Добровольчої армії на наступні 2 роки. Білогвардійська влада не визнавала армавірські грошові знаки (як і взагалі будь-які грошові знаки, випущені радянською владою).
Після відновлення радянської влади в березні 1920 року, розпочався обмін грошових знаків, випущених радянською владою до приходу білих, на радзнаки (рубль РРФСР). Проте монети, у зв'язку з високою інфляцією, фактично не обмінювалися, оскільки вартість їх металу була набагато вищою за номінал.
1-й випуск (пробний), литі монети;
- мідь (1 і 3 рублі), алюміній (5 рублів);

2-й випуск, карбовані монети
- мідь (1, 3, 5 рублів), срібло (пробний випуск, 10 монет номіналом 3 рублі).

Аверс монет 1 і 2 випусків має помітні візуальні відмінності.
На монетах першого (пробного) випуску герб Російської республіки має досить грубий дизайн, при цьому його зображення не однотипне, а відрізняється на монетах різного номіналу.
Монети 2-го випуску виглядають більш витонченими, герб Російської республіки однотипний для монет всіх номіналів і зовні нагадує сучасний символ Банку Росії, зображений на російських монетах в 1992—2015 рр..
Аверс: напис «Розмінний знак — (номінал цифрою) рублів», «1918», зображення чотирьох лаврових гілок. Реверс: двоголовий орел без корони, скіпетра і держави (Емблема Російської республіки), по колу напис «Армавирское отд. Государственного Банка». Під середнім пером хвоста орла можна розглянути в лупу ініціали гравера Задлера «I. S.».
Монети мають крапковий ободок. Гурт монет має насічку. Деякі монети першого випуску номіналом 1 рубль не мали ініціалів гравера та насічки на гурті, а замість лаврових гілок мали орнамент.

## Бони міської влади
У 1918 році, через брак грошових коштів, замість випуску міських грошей Армавір пішов шляхом випуску чеків приватних банків, акцептованих Держбанком і гарантованих коштами зазначених організацій на рахунку в Держбанку. Чеки містили текст про те, що вони акцептовані Держбанком і мають ходіння нарівні з кредитними білетами
Спочатку були випущені чеки великих номіналів, потім відбувся 2-й випуск чеків — дрібними номіналами. Влітку частина чеків була погашена державними грошима.
Всього чеків було випущено на суму 48 мільйонів рублів.
Після заняття білими Армавіра у вересні 1918 р. лише невелика частина чеків була ними погашена.
На початку 1920 року, в зв'язку з недовірою населення до великих банкнот білих і наступом червоних міська управа підготувала до випуску нові бони. За задумом вони мали служити для розміну білогвардійських купюр у 10 000 рублів. Фактично ж ці бони (квитанції) ввійшли у вживання з приходом червоних у березні 1920 року — одночасно почалося погашення бонів 1918 року випуску. Населення брало їх вкрай неохоче, і до літа 1920 року їх повністю витіснили радзнаки.

## Комерційні бони
Крім зазначених монет і банкнот, як за радянської влади (літо 1918 і з березня 1920), так і при білих (осінь 1918—1920) в обігу перебували паперові розрахункові бони (квитанції). На відміну від монет, вони випускалися не владою Армавіра, а місцевими комерційними організаціями.